# Nicolas Saboly
Nicolas Saboly est un poète, compositeur et maître de chapelle français né en 1614 à Monteux et mort en 1675 à Avignon. Il a composé de nombreux chants de Noël en provençal qui forment un des monuments de la poésie en langue d'oc et qui ont été constamment réédités jusqu'à nos jours.

## Biographie
Il naît le 31 janvier 1614 au sein d'une famille de pâtres : son bisaïeul Claude Saboly et son grand-père Raymond Saboly exerçaient ce métier. C'est ce dernier qui est venu s'établir à Monteux.
Fils cadet de Felisa Meilheuret et de Jean Saboly, il avait un frère aîné prénommé Jean-Pierre et trois sœurs appelées Anne, Félicia (Felisa) et Claire.

### Un cadet destiné à la prêtrise
Dès la mort de son père, le 15 août 1619, le jeune Nicolas entre au collège des Jésuites de Carpentras. À la fin de sa scolarité, il devient membre de la Congrégation de l'Annonciation de la Sainte-Vierge, le 14 mai 1628 et, à l'automne de cette même année, quitte son collège pour commencer à suivre les cours de l'Université d'Avignon. Il reçoit la tonsure en 1630, et suit des cours de droit et de théologie, comme en témoignent deux actes notariés des 12 mars 1632 et 27 décembre 1633, qu'il contresigne comme témoin en qualité d'écolier en théologie. En 1634, alors qu'il n'a pas fini ses études de droit civil et canonique, il quitte l'Université sans avoir pris ses grades. Le 27 septembre 1635, il est ordonné sous-diacre, diacre et prêtre.

### Sa carrière de maître de chapelle

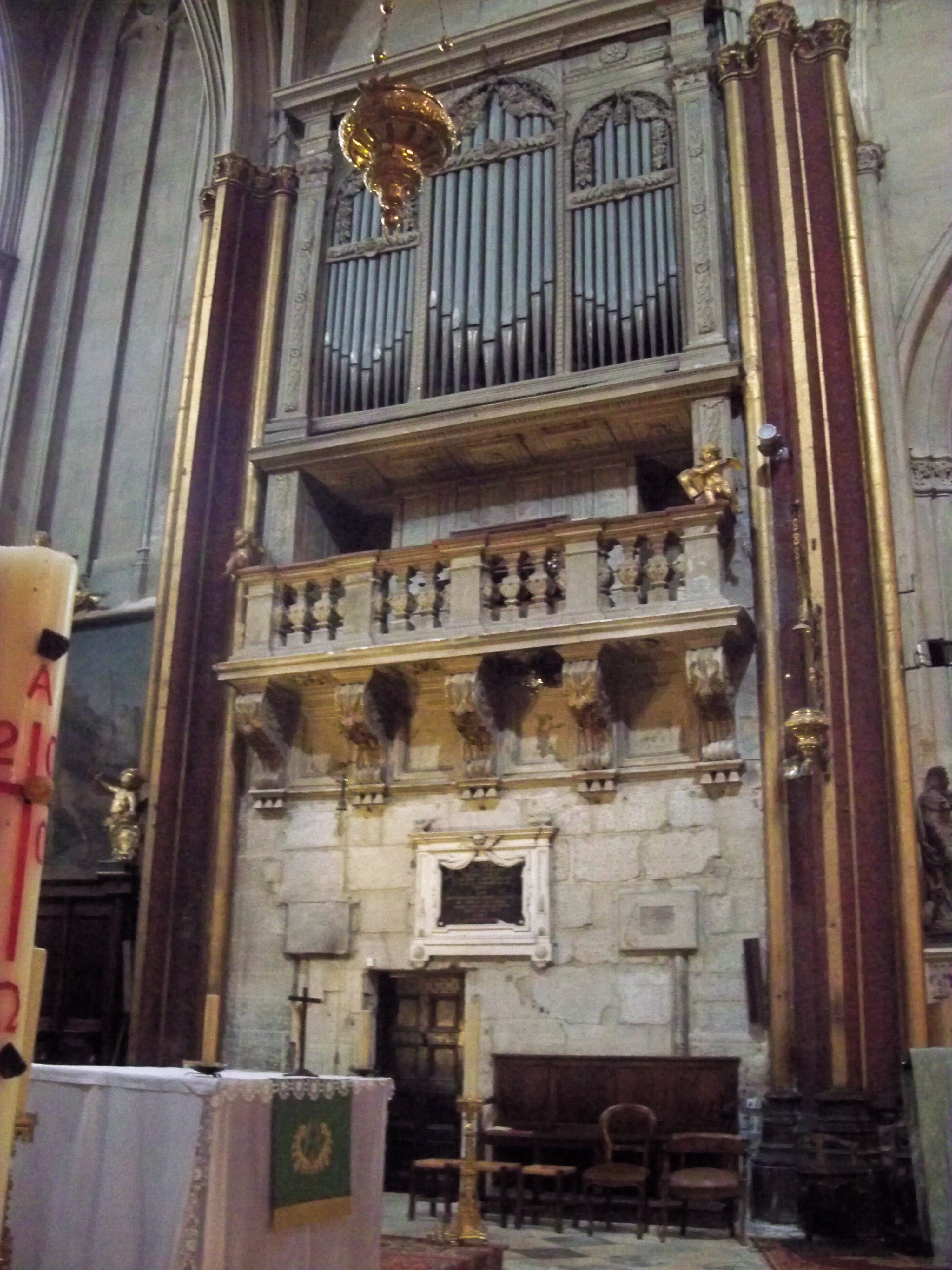
Cathédrale Saint-Siffrein de Carpentras, Grand Orgue

C'est en 1639, que Nicolas obtient la charge d'organiste, ainsi que celle de maître de chapelle (à l'époque on disait « maître de musique ») de la cathédrale Saint-Siffrein de Carpentras. C'est le signe qu'il a été formé (pendant une douzaine d'années en principe) parmi les enfants de chœur, appelés aussi maîtrisiens (garçons formés à part, dans le but de tenir leur place dans un chœur d'église, composé à l'époque d'adultes professionnels : ces garçons chantaient la partie la plus aiguë de la polyphonie, c'est-à-dire la partie de « dessus », appelée actuellement soprano). Dans son cas, le chœur est celui de la chapelle du collège de jésuites où il fit ses études.
Une fois adulte, Saboly fut donc nommé maître de musique de la cathédrale Saint-Siffrein et devint ainsi une autorité musicale reconnue dans la cité. Parmi ses fonctions, on lui demandait aussi de participer, occasionnellement, aux fêtes locales, comme le 22 septembre 1639 lorsque le clergé de Caromb lui demande de jouer l'orgue pour la fête paroissiale de saint Maurice ; il reçoit pour sa prestation 10 florins et 12 sous. Son nom disparaît des comptes de Saint-Siffrein après le 20 juin 1643, lorsqu’il est remplacé par le maître de chapelle David.
Nicolas Saboly partit en Arles où il fut également maître de chapelle de 1643 à 1646, puis à la cathédrale d'Aix-en-Provence (1652-1655), à Nîmes (1659). Il devient enfin maître de chapelle de l'église collégiale Saint-Pierre d'Avignon avant 1668, jusqu'à sa mort.

### Les bénéfices ecclésiastiques
Comme beaucoup de prêtres de son temps, Saboly a obtenu plusieurs bénéfices ecclésiastiques. Une partie de ses revenus lui était accordée de cette façon. Le 16 avril 1633, il devient chapelain de Sainte-Marie-Madeleine en la cathédrale Saint-Siffrein de Carpentras, et conserve ce bénéfice jusqu'en 1663.
Le 28 mars 1658, il se fait délivrer un certificat d'études constatant qu'il a bien suivi les cours de l'Université d'Avignon de 1628 à 1634 ainsi qu'un certificat d'aptitude pour l'obtention de bénéfices dans les diocèses de Nîmes et d'Uzès.
Après maintes démarches, le 10 juin 1660, il obtient de l'administration pontificale une pension de 100 lt (livres tournois) à prendre sur le prieuré et le bénéfice de Saint-Benoît-de-Cayran, dans le diocèse d'Uzès. Retourné à Avignon, il obtient la chapellenie de Sainte-Marie.

### Testament et mort
Le 21 avril 1671, par testament passé devant le notaire François Julien à Marseille, Saboly institue sa nièce Claire Saboly (épouse de Christophe Chardenas, bourgeois de Roquemaure (Gard)) son héritière universelle. Il lègue également 600 lt à sa servante Isabeau Sevique, et réserve sur le legs de sa nièce 600 lt de capital, faisant 30 lt de rente annuelle à verser au chapitre de Saint-Pierre d'Avignon pour qu'après sa mort deux messes soient dites chaque semaine en sa mémoire. Il meurt quatre ans plus tard, le 25 juillet 1675, à Avignon et est inhumé dans le chœur de l'église Saint-Pierre.
La carrière de maître de chapelle de Saboly est classique, à cette époque, et c'est à la composition de ses noëls qu'il doit d'être resté célèbre.

## Œuvres

### Œuvres manuscrites
- Recueil Bastide. Recueil manuscrit d'environ 220 noëls avec musique notée, en provençal et en français, compilé et écrit par Joseph Bastide, chirurgien d'Avignon, au début du XVIIIe siècle. In-4°, 500 p. On y trouve la quasi-totalité des compositions de Saboly, à l'exception des numéros 6, 11, 34, 49, 62, 64, 67.
- Carpentras BM : Ms. 384. Recueil de poésies françaises et provençales, XVIIe siècle. 4°, 144 f. Ce recueil contient des pièces de Saboly et a été entièrement attribué à lui, à tort. Voir la discussion de l'authenticité dans Faury 1876, 2de partie.
- Deux messes polyphoniques dans le manuscrit Carpentras BM : Ms. 1267, probablement écrites durant son poste à Saint-Siffrein ;
- Deux motets [source à préciser].

### Œuvres imprimées

#### Premières éditions en fascicule
Les premières éditions des Noëls de Saboly consistent en huit fascicules reliés ensemble, datés entre 1668 et 1674, conservés à Paris Ars. : B.L. 9478. Les titres des fascicules sont :
- Lei Noé de San Pierre. Avignon : Pierre Offray, 1668. 12°.
- Lei Noé de San Pierre. Avignon : Pierre Offray, 1669. 12° Texte en ligne.
- Lei Noé de San Pierre. De l'année 1669. Avignon : 1669. 12° Texte en ligne.
- Histori de la naissenso dou fis de Diou, composado en Noé, per N. Saboly... Avignon : 1670. 12° Texte en ligne.
- Noés nouveous de l'an M.DC.LXXI. Composas per Nicolas Saboly... Avignon : Michel Chastel, 1671. 12°, 16 p. Texte en ligne.
- Noés nouveous de l'an M.DC.LXXII. Composas per... Avignon : 1672. 12°, 16 p.
- Noés nouveous de l'an M. DC.LXXIII... Avignon : 1673. 12°, 16 p.
- Noés nouveous de l'an M. DC.LXXIV... Avignon : 1674. 12°, 16 p.

#### Éditions rassemblées en un seul volume
- Recueil des noëls provenceaux composez par le sieur Nicolas Saboly. Avignon : Michel Chastel, 1699. 12°, 100 p. Paris BNF : YE-12578.
- Recueil des noëls provenceaux composez par le sieur Nicolas Saboly Avignon : F. Mallard et F. Domergue, 1724. 2e éd. 12°, 100 p. Paris BNF.
- Recueil des noëls provenceaux composez par le sieur Nicolas Saboly... Avignon : J. Molière, 1737. 3e éd. 12°, 99 p. Paris BNF. Numérisé sur Gallica.
- Recueil des noëls provenceaux composé par le sr Nicolas Saboly,... Nouvelle édition, augmentée du Noël fait à la mémoire de M. Saboly, et de celui des Rois, fait par J.-F. D*** [Joseph-François Domergue]. Avignon : impr. de F.-J. Domergue, 1763. 12°, 112 p.
- Idem. Avignon : T. F. Domergue le jeune, 1772. 12°, 114 p.
- Idem. Avignon : J. T. Domergue, 1774. 12°, 120 p.
- Recueil de Noëls provençaux composés par le sieur Nicolas Saboly. Avignon : Jean Chaillot, 1791. 12°.
- Recueil de noëls provençaux, composés par le sieur Nicolas Saboly... Nouvelle édition, augmentée du noël fait à la mémoire de M. Saboly, & de celui des Rois, fait par J. F. Domergue, doyen d’Aramon. Carpentras : Gaudibert-Penne, 1803. 12°, 120 p.
- Idem. Avignon : Jean Chaillot, 1804. 12°, 132 p.
- Idem. Avignon : Jean Chaillot, 1807. 12°, 132 p.
- Idem. Avignon : Chaillot Aîné, 1820. 12°, 132 p.
- Idem. Avignon : Chaillot aîné, 1824. 12°, 132 p. Numérisé sur Google Books.
- Idem. Avignon : Offray aîné, 1854. 12°, 132 p.
- Idem. Avignon : Peyri, 1854. 12°, 132 p. Numérisé sur Google Books.
- Recueil des Noels composés en langue provençale... Nouvelle édition... publiée pour la première fois avec les airs notés... par Fr. Seguin. Avignon : Fr. Seguin aîné, 1856. Partition 2°, L-87 p., mus. Numérisé sur Gallica. Édition réimprimée en 1897.
- Nouvè de Micolau Saboly avec une préface de Frédéric Mistral. Avignon : Aubanel frères, 1865.
- Vint-un Nouvè causi de Micolau Saboly (1614-1675), édition du Tricentenaire présentée par Pierre Fabre et Robert Allan, publication de l'Institut vauclusien d'études rhodaniennes. Vedène : Comptoir général du livre occitan, 1975.
- Li Nouvè di Rèire de Nicolas Saboly. Berre L'Etang : C.I.E.L d'Oc, s.d. « Disponible en PDF »(Archive.org • Wikiwix • Archive.is • Google • Que faire ?).
- Recueil des Noëls provençaux, Lou Reviro-meinage, Œuvres complètes de Nicolas Saboly, présentation, traduction, notes Henri Moucadel. Montfaucon : A l'asard Bautezar !, 2014, 448 p.

#### Éditions en recueil avec d'autres auteurs
Dans la seconde partie du XIXe siècle, les Noëls de Saboly sont souvent publiés avec ceux d'Antoine Peyrol (XVIIIe siècle) et de Joseph Roumanille (1818-1891). Ces nombreuses éditions reflètent la mouvance du mouvement littéraire des félibres. La liste donnée ci-dessous n'est pas exhaustive.
- Li nouvè de Saboly, Peyrol, Roumanille em'un peçu d'aquéli de l'abat Lambert em'uno mescladisso de nouvè vièi e nóu e de vers de J. Reboul. Edicioun revisto e adoubado pèr lou felibre de la Miougrano emé la bono ajudo dóu felibre de Bello-visto. Avignon : Aubanel, 1858. 18°, 228 p.
- Li Nouvè de Saboly e de Roumanille. Em’un bon noumbre de viei Nouvè que soun esta jamai empremi. Edicioun nouvello, revisto coume se dèu. Avignon : Joseph Roumanille, 1865 (impr. adm. Gros frères). 8°, VIII-160 p. Numérisé sur Gallica.
- Li nouvè de Saboly, de Peyrol e de J. Roumanille. Em'un bon noumbre de vièi Nouvè que se canton en Prouvènço. Edicioum nouvello, revisto coume se dèu. Avignon : Joseph Roumanille, 1879. 12°, viii-163 p.
- Li Nouvè de Micoulau Saboly e di Felibre... em'uno charradisso pèr Frederi Mistral. Avignon : Aubanel, 1869. 12°, 182 p.
- Li nouvè de Saboly, de Peyrol e de J. Roumanille... Avignon : Joseph Roumanille, 1873. 12°, 129 p.
- Li nouvè de Saboly, de Peyrol e de J. Roumanille... Em'un bon noumbre de vièi Nouvè que se canton en Prouvènço. Avignon : Joseph Roumanille, 1879. 12°, VIII-163 p. Numérisé sur Gallica.
- Li nouvè de Saboly de Peyrol e de J. Roumanille... IVe editcioun. - Avignon : Joseph Roumanille, 1887. 8°, 164 p.

## Liste des noëls
Parmi les Noëls attribués à Saboly, tous n'étaient pas de lui. Ils furent à l'origine publiés sans la musique car chantés sur des airs populaires que chacun connaissait par cœur : Saboly notait simplement un timbre : « sur l'air de l'écho », « sur l'air de la pastouro » ou parfois « sur un air que Saboly a fait ».
Le Centre de Documentation provençale n'a retenu, dans sa brochure consacrée à cet auteur, qu'une liste de 48 Noëls réellement composés par Saboly.

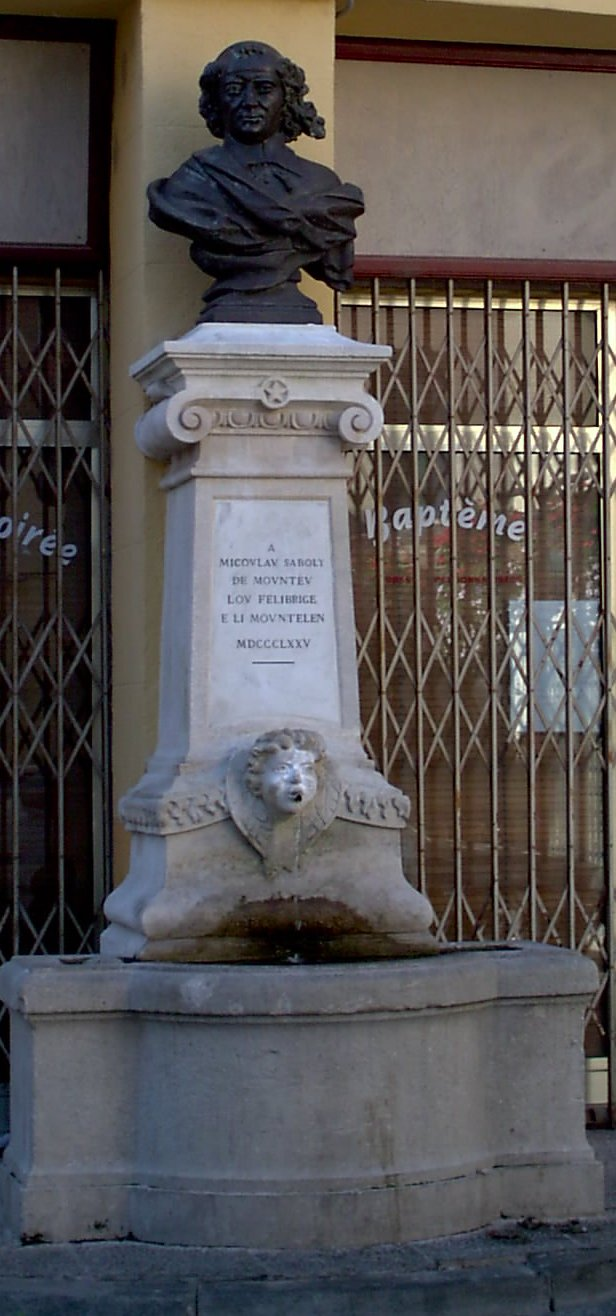
À Monteux, fontaine surmontée du buste de Nicolas Saboly

Ici, d'après l'édition François Seguin, 1856 :
Premier cahier (1667)
1. Iéu ai vist lou Piemount [AIR ORIGINAL, 1660]
2. Bon Diéu! la grand clarta [AIR ORIGINAL]
3. Micoulau noste pastre [air: Nicolas va voir Jeanne]
4. Ai! quouro tournara lou tèms [air: Quand reviendra-t-il le temps]
5. Li a proun de gènt que van en roumavage [air: Toulerontonton]
6. Un pau après lei tempouro [air: L'autre jour, dans sa colère]
7. Ça menen rejouissènço [air: Quand vous serez]
8. Viven urous e countènt [air: Vivons heureux et contents]
9. Per noun langui long dou camin [air: Allant au marché ce matin]
10. Ai! la bono fourtuno [air: Montalay n'est pas fière]
11. Pièisque l'ourguei de l'umano naturo [AIR ORIGINAL]
12. Venès lèu vèire la pièucello [air: Qu'ils sont doux, bouteille jolie (air de Lully pour le Malade imaginaire)]
Deuxième cahier (1668)
13. Ai proun couneigu [air: Pargai puisqu'enfin]
14. Chut! teisas-vous [air de l'Echo, également connu sous le nom de Tarare-Pon-pon]
15. Ourguhious plen de magagno [air: Tircis caressait Chimène]
16. Diéu vous gard', noste mèstre [air: Ce n'est qu'un badinage]
17. Vers lou pourtau Sant-Laze [air: Il faut pour Endremonde]
18. Helas! qu'noun aurié pieta [AIR ORIGINAL]
Troisième cahier (1669)
19. Li a quaucarèn que m'a fa pòu [air: On a beau faire des serments]
20. L'Ange qu'a pourta la nouvello [air d'un menuet]
21. Nàutre sian d'enfant de cor [air du Traquenard]
22. Tòni, Guihèn, Peiroun [air: Tout mon plus grand plaisir]
23. Un bèu matin, veguère uno accouchado [air: Tu me défends de publier ma flamme]
24. Cerqués plus dins un marrit establo [air de la Bohémienne]
Quatrième cahier, intitulé Histoire de la naissance de Jésus-Christ (1670)
25. Dòu tèms de l'empèri rouman [air: Berger, va-t-en à tes moutons]
26. Hòu! de l'oustau! mèstre, mestresso [AIR ORIGINAL]
27. Lou queitivié d'aquéu marrit estable [air: peut-on douter?]
28. Sus lou coutau [air: Dis-moi, Grisel]
29. Lei pastourèu [air: Dans ce beau jour]
30. Soun tres ome fort sage [air: Je ne m'aperçois guère]
31. Lei Mage dins Jerusalèn [air: Non, je ne vous dirai pas]
32. La fe coumando de crèire [AIR ORIGINAL]
Cinquième cahier (1671)
33. Lei plus sage - Dòu vesinage [air: Est-on sage?]
34. Lei pastre fan fèsto [air: Aimable jeunesse]
35. Sant Jòusè m'a dit [air: Noste paure cat (Saboly?)]
36. Ben urouso la neissènço [air: Toujours l'amour me tourmente)
37. Aque ange qu'es vengu [air: Un jour le berger Tircis]
38. Despièi lou tèms [air de l'Opéra]
39. Se vàutrei sias countènt [air: Vous dirai bèn soun noum]
Sixième cahier (1672)
40. Me siéu plega - E bèn amaga [air du Postillon]
41. Que disès, mei bon fraire [air: Tout rit dans nos campagnes]
42. Jujas un pàu de quinto sorto [air: C'est un plaisir dans le bel âge]
43. Uno estello [air: La bouteille - Me réveille]
44. Quand la miejo-nue sounavo [air: Iéu n'aviéu uno chambriero]
45. Un ange a fa la crido [AIR ORIGINAL]
Septième cahier (1673)
46. Pastre dei mountagno [air de la Pastouro]
47. Lorsque vous sarés malaut [air: Si vous êtes amoureux]
48. Auprès d'aquel estable [air: Tan matin sies levado]
49. Adam e sa coumpagno [air: Amants, quittez vos chaînes]
50. Jèsu, vous sias tout fioc e flamo [air: Siéu pas ama]
51. Pastre, pastresso [air: Vàutrei, fiheto, qu'avès de galant]
52. Venès vèire dins l'estable [air: Dans le fond de ce bocage]
53. Tu que cerques tei delice [sic] [air: Amarante est jeune et belle]
54. Vesès eici moun Nouvelisto [air non précisé]
Huitième cahier (1674)
55. Proufitas-me lèu, bravo bregado [air: Changerez-vous donc?]
56. Touro-louro-louro! lou gau canto [air de Bourgogne]
57. L'estrange deluge [air: Malgré tant d'orages]
58. Vos-tu qu'anen en Betelèn [air: Chambriero, te vos-tu louga?]
59. Qu'vòu faire grand journado [air: Qu'on passe en douceur sa vie]
60. Segnour, n'es pas resounable [air: Jeunes cœurs, laissez-vous prendre]
61. Per vèire la jacènt [air: Se Jano me vòu mau]
62. Sortez d'ici, race maudite [AIR ORIGINAL]
Additions de l'édition de 1704
63. En sourtènt de l'estable [AIR ORIGINAL]
64. Guihaume, Tòni, Pèire  [AIR ORIGINAL]
65. A la ciéuta de Betelèn  [AIR ORIGINAL]
66. Un ange dòu cèu es vengu [air dei Boudougno] (débute par "Veici lou gros serpènt" dans l'éd. de 1704)
67. Sus! campanié, revihas-vous [air d'un carillon (Saboly)]; également attribué à Louis Puech
68. Noun vous amusés en cansoun [air non précisé]
Noëls inédits (d'après le recueil Bastide).
1. Fau que l'envejo me passe - De rire de tout moun sadou
2. Vous tourmentès plus lou cervèu
3. Desespièi l'aubo dòu jour - Iéu ause dire
4. Iéu siéu Toumas, mai sariéu redicule
5. La naturo e lou pecat - Soun pire que chin a cat
6. Viras, viras de carriero - Bèu soulèu
Fragments (même source)
7. Sian eici dous enfant de cor
8. Bourtoumiéu, me vos-tu crèire?
9. Enfin Diéu es vengu
10. Se li a quaucun doute
11. Bonjour, bonjour, bello bregado
12. Un maset plen d'aragnado
13. Quinto bugado - Avié fa noste paire Adam
Autres noëls fréquemment attribués à Saboly (liste non exhaustive)
- À la ciéuta de Betelèn
- Adam qu'ères urous
- Aquel ange qu'es vengu
- Bèn urouso la neissènço
- Bergié qu'abitas dins la plano
- De bon matin pèr la campagno
- De matin ai rescountra lou trin (Domergue)
- Frustèu, esfato ti roupiho
- Iéu, ai moun fifre
- La vèio de Nouvè (Peyrol)
- Revèio-te, Nanan (Bruel)
- Nàutrei sian tres bòumian (Puech)
- Qu'aquéu jour es urous
- Un ange a crida (Peyrol)

Noëls célèbres :
- La marche des Rois (attribué à Saboly, mais sans doute de Joseph-François Domergue)
- La Cambo me fai mau
- La Coupo Santo : le noël composé sur Guihaume, Tòni, Pèire a été repris avec une légère variation rythmique et des paroles de Frédéric Mistral pour constituer la Coupo Santo, qui fait office d'hymne provençal.

## Jugements sur Nicolas Saboly et son œuvre
« Pèr Nouvé, i Prouvençau fau Saboly, coume pèr Pasco, ié fau d'iòu e pèr Rampau un tian de cese. »

— Frédéric Mistral

« On ne saurait comprendre toutes les délicatesses de cette poésie des Noëls de Saboly, qu'à condition de ne pas les séparer de la musique. Les paroles sont, en effet, à ce point liées à la mélodie qu'il n'y a qu'une vraie manière de les lire, c'est de les chanter. »

— J. B. Faury, op. cité.

« Saboly, grâce à ses Noëls est devenu un véritable classique des Lettres Occitanes ; il est à peu près certain qu'en aucune autre langue, on ne peut trouver, dans ce genre, une telle perfection attique dans une manière aussi simplement populaire. »

— Professeur Charles Camproux, de l'Université de Montpellier, op. cité.

« Le style de Saboly pourrait être comparé à celui de La Bellaudière, comme la prose de Pascal à celle de Montaigne »

— François Seguin, op. cité.

« Nicolas Saboly est, avec Bellaud de la Bellaudière, un chaînon d'or de la chaîne qui unit Mistral aux troubadours. »

— Bruno Durand, conservateur de la Bibliothèque Méjanes d'Aix-en-Provence, in Visages de la Provence, Éd. Horizon de France, Paris, 1963.

« L'influence de Saboly a été considérable : il a été l'un des maîtres de Roumanille et de Mistral. »

— Charles Rostaing professeur à la Sorbonne, et René Jouveau, capoulier du Félibrige, op. cité.

« Il y a dans son œuvre une émotion teintée de bonhomie qui n'exclut pas certaines allusions politiques et une joyeuse raillerie. Il rejoint l'inspiration du Moyen Âge en connaissant La Fontaine. »

— André Bouyala d'Arnaud, conservateur de la Bibliothèque de la ville de Marseille, op. cité.

« Le talent de Saboly est surtout de choisir pour chaque chanson un thème humain (personnages qui sont déjà des personnages de crèches dans leur attribut de métier), l'attaque est vive, le refrain toujours enlevé. »

— Robert Lafont et Christian Anatole, Nouvelle histoire de la littérature occitane, coédition IEO/PUF, Toulouse-Paris, 1970.

## Représentation des Noëls de Saboly
On jouait autrefois, dès le XVe siècle, entre Noël et la Purification (un temps de cinquante jours) de petits drames ou pièces de la Nativité appelés « Pastorales ». Le nom des pastorales du XVIIIe siècle ne nous est parvenu hormis celui-ci : La naissance de Jésus, pastorale sacrée ; les paroles étaient en provençal - sauf celles des anges qui parlaient français. Saboly devient vite très populaire, ses airs étaient chantés dans toute la France et pas seulement en Avignon, ville où en 1749 on donna dans l'octave de Noël, un   Magnificat  « composé de tous les airs de Saboly ». La « Pastorale des santons de Noël » est un ensemble de chants de Noëls comprenant ceux de Saboly.
Au XIXe siècle, les nouve de Saboly suscitent un regain d'intérêt. Le 10 janvier 1851 Frédéric Mistral décrit avec enthousiasme dans une lettre inédite à Roumanille les crèches animées d'Aix-en-Provence.
«  Il est d'usage, tous les ans à la Noël, d'ouvrir des crèches; ce sont de petits théâtres mécaniques fort bien faits où l'on représente les Noëls de Saboly, dont les personnages sont mis en scène, chantent eux-mêmes leurs refrains accompagnés par un clavecin. On y voit aussi dans le décor de fort jolis paysages, composée par des artistes d'Aix, avec un goût exquis, pourvu que l'on ne s'arrête pas à l'anachronisme. Ainsi, il y en a un qui produit toujours sur moi un effet magique ce sont des matelots qui viennent par mer à Bethléem sur un navire antique à trois rangs de rameurs. Les rameurs s'inclinent en cadence sur leurs rames, en chantant en chœur : Anen à Betelen / L'estello nous fa lume / Anen à Betelen / Pèr vèire la jacen. Ici pendant un mois, il y a foule, jusqu'aux rois, où l'on représente les rois, traversant le désert, au son d'une bruyante musique : De matin, a rescourura lou trin. On voit dans le lointain les pyramides d'Égypte qui projettent leurs reflets au moyen d'habiles effets de lumière. »

### Liens audio
- La Marche des Rois
- Ley Ménestrié de Provence  - Aquel ange qu'es vengu - Saboly
- Ley Ménestrié de Provence - La cambo me fai mau - Saboly
- Ley Ménestrié de Provence - Sus lou coutau - Saboly
- Ah! quand reviendra-t-il le temps, bergère?
- En sourtènt de l’estable (à la flûte de pan)